# Mikołaj Firlej (zm. 1588)
Mikołaj Firlej z Dąbrowicy herbu Lewart (ur. ok. 1531, zm. 5 września 1588) – kasztelan wiślicki w 1569 r., kasztelan rawski w 1577, wojewoda lubelski w 1588.

## Życiorys
Syn Piotra Firleja, późniejszego wojewody lubelskiego, i Katarzyny Tęczyńskiej herbu Topór; brat Jana i Andrzeja.
Był kasztelanem wiślickim od 1569, rawskim od 1577. W 1588 został mianowany wojewodą lubelskim. W tym samym roku zmarł. 
Poseł na sejm lubelski 1569 roku z województwa lubelskiego. Był sygnatariuszem aktu unii lubelskiej 1569 roku. W 1573 roku potwierdził elekcję Henryka III Walezego na króla Polski. 
Pod koniec życia zbliżył się do kalwinizmu i został jego krzewicielem. 
Żonaty z Anną Sierzchowską, miał z nią 4 córki; Annę, którą  poślubił Walenty Ponętowski h. Leszczyc, Zofię, którą poślubił wojewoda radomski - Mikołaj Bogusz, Katarzynę, którą poślubił Teodor Sieniuta – wojski krzemieniecki, i Helenę, którą poślubił Mikołaj Kazimierski.

## Literatura
- Adam Boniecki: Herbarz polski: wiadomości historyczno-genealogiczne o rodach szlacheckich. Cz. 1. T. V. Warszawa : Warszawskie Towarzystwo Akcyjne S. Orgelbranda S[yn]ów), 1902, s. 289.